# Ingemar König
Ingemar König (* 16. Dezember 1938 in Saaz) ist ein deutscher Althistoriker.

## Leben
Ingemar König studierte von 1960 bis 1967 Geschichte, Romanistik (Französisch), Germanistik an den Universitäten Tübingen, Genf und Bern. 1967 wurde er in Tübingen  promoviert und war anschließend wissenschaftlicher Mitarbeiter am Seminar für Alte Geschichte und Epigraphik an der Universität Bern. Dort arbeitete er am CIL XVII: Miliaria Romana [Narbonensis, Tres Galliae]. Ab 1972 war König Akademischer Rat an der Universität Trier, wo er sich 1983 habilitierte und ab 1988 außerplanmäßiger Professor war. 2004 ging er in den Ruhestand.
König beschäftigt sich mit allen Bereichen der Römischen Geschichte und mit dem römischen Staatsrecht.

## Veröffentlichungen (Auswahl)
- Die Meilensteine der Gallia Narbonensis. Studien zum Straßenwesen der Provincia Narbonensis (= Itinera Romana. Band 3). Kümmerly & Frey, Bern 1970 (zugleich Dissertation, Universität Tübingen).
- Die gallischen Usurpatoren von Postumus bis Tetricus (= Vestigia. Band 31). C.H. Beck. München 1981, ISBN 3-406-04801-3.
- Anonymus Valesianus: Origo Constantini. Teil 1: Text und Kommentar (= Trierer Historische Forschungen. Band 11). Verlag Trierer Historische Forschungen, Trier 1987, ISBN 3-923087-11-X.
- Der römische Festkalender der Republik. Feste, Organisation und Priesterschaften (mit Angelika König). Reclam, Stuttgart 1991, ISBN 3-15-008693-0.
- Der römische Staat. Teil 1: Die Republik. Reclam, Stuttgart 1992, ISBN 3-15-008834-8.
- Der römische Staat. Teil 2: Die Kaiserzeit. Reclam, Stuttgart 1997, ISBN 3-15-009615-4.
- Aus der Zeit Theoderichs des Grossen. Einleitung, Text, Übersetzung und Kommentar einer anonymen Quelle (= Texte zur Forschung. Band 69). Wissenschaftliche Buchgesellschaft, Darmstadt 1997, ISBN 3-534-13277-7.
- Kleine römische Geschichte. Reclam, Stuttgart 2001, ISBN 3-15-010482-3 (Neuausgabe 2004, ISBN 3-15-017044-3). 2. Auflage in drei Bänden:
  - Die römische Republik. 2. Auflage, Reclam, Stuttgart 2012, ISBN 978-3-15-018950-4.
  - Die römische Kaiserzeit. 2. Auflage, Reclam, Stuttgart 2012, ISBN 978-3-15-018951-1.
  - Die römische Spätantike. 2. Auflage, Reclam, Stuttgart 2013, ISBN 978-3-15-018952-8.
- Vita Romana. Vom täglichen Leben im alten Rom. Theiss, Stuttgart 2004, ISBN 3-8062-1902-8 (2. Auflage, Wissenschaftliche Buchgesellschaft, Darmstadt 2007, ISBN 978-3-534-17950-3).
- Die Spätantike. Wissenschaftliche Buchgesellschaft, Darmstadt 2007, ISBN 978-3-534-16740-1 (Rezension von Daniel Syrbe).
- Caput Mundi. Rom – Weltstadt der Antike. Theiss, Stuttgart 2009, ISBN 978-3-8062-2197-8 (auch Wissenschaftliche Buchgesellschaft, Darmstadt).
- Lucius Ampelius: Liber Memorialis. Was ein junger Römer wissen soll (= Texte zur Forschung. Band 94). Wissenschaftliche Buchgesellschaft, Darmstadt 2010, ISBN 978-3-534-22983-3 (2. Auflage 2011, ISBN 978-3-534-24594-9).
- Edictum Theodorici regis = Das „Gesetzbuch“ des Ostgotenkönigs Theoderich des Großen. Lateinisch und deutsch (= Texte zur Forschung. Band 112). Wissenschaftliche Buchgesellschaft, Darmstadt 2018, ISBN 978-3-534-27061-3.